# Placówka Straży Granicznej w Wojtkowej
Placówka Straży Granicznej w Wojtkowej – graniczna jednostka organizacyjna Straży Granicznej realizująca zadania w ochronie granicy państwowej z Ukrainą (zewnętrznej granicy Unii Europejskiej).

## Formowanie i zmiany organizacyjne
Placówka Straży Granicznej w Wojtkowej (PSG w Wojtkowej) z siedzibą w Wojtkowej, została utworzona 24 sierpnia 2005 Ustawą z 22 kwietnia 2005 O zmianie ustawy o Straży Granicznej..., w strukturach Bieszczadzkiego Oddziału Straży Granicznej w Przemyślu z przemianowania dotychczas funkcjonującej od 15 listopada 1999 Strażnicy Straży Granicznej w Wojtkowej (Strażnica SG w Wojtkowej). Znacznie rozszerzono także uprawnienia komendantów, m.in. w zakresie działań podejmowanych wobec cudzoziemców przebywających na terytorium RP.
25 listopada 2005 nastąpiło zakończenie służby w Straży Granicznej funkcjonariuszy służby kandydackiej i przejście Straży Granicznej na system służby zawodowej.
W 2023, Placówka Straży Granicznej w Wojtkowej miała status placówki SG kategorii III.

## Terytorialny zasięg działania
Placówka Straży Granicznej w Wojtkowej ochrania odcinek granicy państwowej o długości 14,18 km:
Stan z 1 listopada 2017
- Od znaku granicznego nr 447do znaku granicznego nr 414.
- W strefie nadgranicznej linia rozgraniczenia z placówką Straży Granicznej w:

1. Huwnikach: włączony znak graniczny nr 447, dalej linią prostą w kierunku zachodnim do granicy gmin Fredropol i Ustrzyki Dolne, dalej granicą gmin Fredropol i Ustrzyki Dolne, oraz Bircza i Ustrzyki Dolne[c].
2. Krościenku: wyłączony znak graniczny nr 414, wyłączona góra Bukowina, góra Magura, punkt triangulacyjny 647,9.

Stan z 1 sierpnia 2011
- Od znaku granicznego nr 446do znaku granicznego nr 414.
- W strefie nadgranicznej linia rozgraniczenia z placówką Straży Granicznej w:

1. Huwnikach: włącznie znak graniczny nr 446, dalej granicą gmin Fredropol i Bircza oraz Ustrzyki Dolne.
2. Krościenku: wyłącznie znak graniczny  nr 414, wyłącznie góra Bukowina, góra Magura, punkt triangulacyjny 647,9.

## Placówki sąsiednie
- Placówka SG w Huwnikach ⇔ Placówka SG w Krościenku – 01.08.2011[1].

## Komendanci placówki
- mjr SG Jerzy Stasiowski (był 23.12.2016)[6]
- mjr SG Jerzy Witko (był w 2021)[7]–był w 2023[5]).